# Batalla d'Aranjuez
La batalla d'Aranjuez fou una batalla de la guerra del Francès

## Antecedents

Campanyes franceses

Després de la desastrosa Convenció de Sintra, en la qual es va permetre la repatriació de les tropes franceses derrotades en la batalla de Vimeiro, les tropes expedicionàries britàniques a Espanya i Portugal van ser deixades al comandament de John Moore. Amb l'arribada de Napoleó amb un exèrcit a Espanya, els francesos van entrar a Madrid el 4 de desembre i Soult rep ordres de l'emperador de perseguir i derrotar l'exèrcit anglès del general Moore, que ha de reembarcar durant la batalla de La Corunya
El rearmament austríac que acabaria amb la guerra de la Cinquena Coalició provocà que Napoleó marxés de Valladolid el 17 de gener, arribant a París el 23 de gener i va ordenar al mariscal Soult que envaís Portugal des del nord, i com a resposta Arthur Wellesley fou enviat a Lisboa el 22 d'abril, i reforçat, es va dedicar a l'ofensiva, obligant, després de la segona batalla de Porto, a la retirada de Soult de Portugal fins Ourense i posteriorment a abandonar Galícia per Valdeorras en direcció a Zamora després de la seva derrota a la batalla de Ponte Sampaio.
Les tropes britàniques de Wellesley van avançar cap a Espanya per unir-se a 33.000 tropes espanyoles sota el general Cuesta, que havia aconseguit refer l'exèrcit d'Extremadura després de la derrota a la batalla de Medellín, marxant per la vall del Tajo fins a Talavera de la Reina, on es van trobar amb 46.000 francesos que anaven al seu encontre sota el mariscal Claude Victor Perrin i el major general Horace Sébastiani, amb el rei Josep, al comandament nominal.
El 12 de juny de 1809, l'emperador va ordenar al mariscal Soult que prengués el comandament del II, V i VI cos i es mogués contra l'exèrcit britànic. A finals de juliol de 1809, l'exèrcit britànic d'Arthur Wellesley i l'exèrcit espanyol de Gregorio García de la Cuesta, duc d'Albuquerque, van derrotar l'exèrcit francès del rei Josep Bonaparte a la batalla de Talavera. Soult va trigar un temps a reunir les tropes però el 27 de juliol, el cos de V de Mariscal Mortier, 16.916 infants i 1.853 dragons, va sortir de Salamanca cap al sud. Soult va rebre el 29 un comboi d'artilleria per substituir els canons perduts en la Invasió de Portugal de 1809 i els 18.740 homes van marxar cap al sud el 30. El mariscal Michel Ney amb 12.500 homes partir el 31 de juliol després de deixar una brigada de 3.200 homes. Napoleó va insistir que Soult es mantingués a prop per evitar ser atacat per separat, i 10.000 francesos de François Étienne de Kellermann es van quedar defensant León. Soult era conscient que els espanyols i portuguesos podrien enviar 20.000 homes contra Kellermann, però va acceptar el risc perquè va entendre que l'exèrcit britànic de Wellesley era l'objectiu principal.
Wellesley no va poder explotar el triomf a causa del fracàs dels seus arranjaments logístics i al cap de pocs dies va descobrir que l'exèrcit de Soult intentava tallar el camí de Portugal. En conseqüència, els exèrcits britànics i espanyols es van retirar a l'oest, evitant ser interceptats per les forces de Soult. Francisco Javier Venegas i l'exèrcit de la Manxa van impedir que Sébastiani reforcés l'exèrcit del rei Josep a Talavera i amb Sébastiani lluny del front, el camí cap a Madrid era gairebé indefens. Wellesley esperava que la pressió de l'ofensiva de Venegas obligaria els francesos a retirar-se i l'exèrcit de la Manxa va pressionar cap a Toledo i Aranjuez el 29 de juliol es va aturar fins al 5 d'agost. Josep va deixar el cos de Claude Perrin Victor per vigilar Wellesley i Cuesta, i va tornar a Illescas, on es podia moure per bloquejar Venegas o Wellesley si fos necessari, i Ney va tornar a Madrid. Cuesta fou derrotat per Soult a la natalla del Puente del Arzobispo on van recuperar 14 de les 17 peces d'artilleria francesa perdudes a Talavera i no perseguir els seus enemics a les muntanyes. Josep Bonaparte va ordenar a Michel Ney que tornés al nord per ajudar a François Étienne de Kellermann i va col·locar els dos cossos restants de Soult a la defensiva a Plasencia i Talavera. Aquest desplegament va alliberar el I Cos de Claude Victor Perrin per marxar a l'est contra Venegas 
El 4 d'agost, Francisco Javier Venegas va saber que Wellington i Cuesta estaven en retirada i que els francesos anaven al seu encontre, i malgrat això, va decidir quedar-se al Tajo i arriscar-se a una batalla amb els francesos. L'endemà es concentrava a la riba sud del riu, a Aranjuez establint tres divisions, una comandada per Pedro Agustín Girón, per atendre els ponts Verde, de Barques i de la Reina i els guals Largo i del jardí de l'Infante, amb part d'aquestes forces com a reserves parcials de la plaça de San Antonio, alberedes del Palau d'Aranjuez, el carrer de la Reina i altures d'Ontígola, i camí d'Ocaña dues divisions replegades de Toledo, comandades per Francisco Javier Venegas.

## Batalla
El 5 d'agost a les dues de la tarda va començar el combat pel jardí de l'Infante, prenent Valdemoro i poc després es van atacar els tres ponts, sent rebutjats els tres assalts per l'artilleria i finalment Horace Sébastiani va desistir del seu intent.

## Conseqüències
Quan el rei Josep va arribar a Aranjuez, va decidir no creuar allà i creuar el pont de Toledo on controlava els ponts, sent seguit per Venegas en una marxa paral·lela. Els francesos van arribar abans a Toledo el 8 d'agost i l'endemà al matí, Sebastiani va travessar el riu, allunyant el destacament espanyol que vigilava la ciutat i a les tropes de Tomás de Zeraín, que es van retirar a Almonacid, on es va reunir amb la resta de l'exèrcit espanyol el 10 d'agost, la resta de l'exèrcit espanyol havia pujat a Almonacid, on fou derrotat.
Michel Ney va topar-se amb la columna de Wilson en la seva marxa de retorn a la batalla del Puerto de Baños. Amb les seves tropes morts de fam, Arthur Wellesley va retirar el seu exèrcit a Badajoz on va poder assegurar subministraments suficients, i desconcertat pel comportament erràtic de Cuesta i per la ineptitud de l'exèrcit espanyol, Wellington va prometre no cooperar amb els exèrcits espanyols fins que els seus generals i les seves tropes fossin més fiables. Al govern britànic va argumentar que podia mantenir Portugal contra un exèrcit francès de 70.000 a 80.000 homes. Amb aquesta finalitat, Wellington va dictar les ordres de construir les línies de Torres Vedras per protegir Lisboa.